# Шис (коммуна)
Шис (фр. Chis, окс. Shins) — коммуна во Франции, находится в регионе Юг — Пиренеи. Департамент — Верхние Пиренеи. Входит в состав кантона Орейан. Округ коммуны — Тарб.
Код INSEE коммуны — 65146.

## География
Коммуна расположена приблизительно в 650 км к югу от Парижа, в 115 км западнее Тулузы, в 9 км к северо-востоку от Тарба.
По территории коммуны протекает река Оль и проходит канал Аларик.

## Климат
Климат умеренно-океанический с солнечной тёплой погодой и обильными осадками на протяжении практически всего года.

## Население
Население коммуны на 2010 год составляло 295 человек.
| 1962 | 1968 | 1975 | 1982 | 1990 | 1999 | 2010 |
| ---- | ---- | ---- | ---- | ---- | ---- | ---- |
| 157  | 167  | 206  | 217  | 212  | 245  | 295  |

## Администрация
| Период | Период | Фамилия       | Партия       | Примечания |
| ------ | ------ | ------------- | ------------ | ---------- |
| 2008   | 2020   | Бернар Лакост | беспартийный |            |

## Экономика
В 2010 году среди 186 человек трудоспособного возраста (15-64 лет) 140 были экономически активными, 46 — неактивными (показатель активности — 75,3 %, в 1999 году было 79,8 %). Из 140 активных жителей работали 127 человек (64 мужчины и 63 женщины), безработных было 13 (9 мужчин и 4 женщины). Среди 46 неактивных 18 человек были учениками или студентами, 21 — пенсионерами, 7 были неактивными по другим причинам.